# حمید تمجیدی
حمید تمجیدی (زادهٔ ۳ فروردین ١٣٣۵ در تهران) نویسنده، کارگردان، تهیه‌کننده، و هنرپیشه ایرانی است.

## زندگی
حمید تمجیدی دانش‌آموختهٔ دانشکدهٔ صدا و سیما و همدوره امراله احمدجو، بهروز افخمی و مهرزاد مینویی در دانشکده است. وی کارش را در صدا و سیما آغاز کرد و کارگردانی ۵۰ فیلم مستند، ۶ سریال و ۶ فیلم سریالی را در کارنامهٔ خود به ثبت رساند. فیلم مستند «هور دورق» و «آوای برکه‌ها» برندهٔ جایزه از جشنواره فجر گردیدند. مستند میعاد در سپیده دم (در مورد زندانها) ایشان مجوز پخش نگرفت؛ اما بعدها از چند پلان آن در سری اول سریال مزد ترس استفاده کرد. اولین فیلم داستانی بلند را به اسم «نهال‌های سوخته» در سال ۱۳۶۵ (با همکاری امراله احمدجو بعنوان فیلمبردار) ساخت و بعدها از چند پلان این فیلم در سری دوم مزد ترس (بازی با مرگ) نیز استفاده کرد. او با ساختن سریال «مزد ترس» در بین مردم محبوبیت بسیار پیدا کرد. استقبال از این سریال به نحوی بود که سری دوم این سریال به نام «بازی با مرگ» را که ادامهٔ «مزد ترس» بود ساخت؛ تمجیدی طرح سری سوم مزد ترس را نیز داشت، ولی با عدم موافقت صداوسیما در سری دوم به این کار خاتمه داد.  آخرین فیلم او «شب بی‌پایان» بود که هیچگاه به اکران عمومی راه نیافت و او سال‌ها نتوانست کار خود را ادامه دهد. او در سال ۲۰۰۶ به کانادا مهاجرت کرد و در حال حاضر در استان نیوبرانزویک زندگی می‌کند. او اولین فیلم خود را تحت عنوان «The Bird May Die (پرنده مردنی است)» در کانادا ساخت که موفق به دریافت جایزه‌های مختلفی از جشنواره‌های بین‌المللی فیلم شد از جمله:Chandler International Film Festival , Alaska International Film Festival , Depth of Field International Film Festival Competition , Hollywood Film Competition , International Independent Film Awards , Los Angeles Film Awards , European Cinematography AWARDS (ECA)

## گزیدهٔ آثار

### مستندها
- درخت
- هوردورق
- آوای برکه‌ها
- میعاد در سپیده دم

### تلویزیون
- به او بگویید دوستش دارم (۱۳۷۹)
- بازی با مرگ (مزد ترس ۲) (۱۳۷۷-۱۳۷۴)
- مزد ترس (۱۳۷۱) (به روایت حمید تمجیدی، ابتدا قرار بود با نام قابیل (مجموعه تلویزیونی) ساخته شود، اما به مزد ترس تغییر نام پیدا کرد؛ در این رابطه میتوان رجوع کرد به منبعی تحت عنوان "به مناسبت سی سالگی مجموعه تلویزیونی مزد ترس، نشانه شناسی معما در داستانی پلیسی- جنایی، ماهنامه سینمایی فیلم، شماره ۵۸۹، ویژه نوروز ۱۴۰۱"؛ این مقاله چنانچه در متن آن گفته شده، با بهره گیری از گفتگوی نویسنده مقاله با کارگردان سریال، حمید تمجیدی بوده است؛ همچنین میتوان به سایت عصر اسلام، انتشار ۲۰ آبان ۱۳۹۹، "پرسش و پاسخ با حمید تمجیدی درباره سریال مزد ترس" رجوع نمود).
- آموختن برای زیستن
- عقیق (۱۳۶۸)
- نقشه

## فیلم‌شناسی
| سال  | نام اثر                    | نقش    | کارگردان | نویسنده | تهیه‌کننده | تدوین |
| ---- | -------------------------- | ------ | -------- | ------- | --------- | ----- |
| ۱۳۹۶ | پرنده مردنی‌ست              | –      | کارگردان | نویسنده | تهیه‌کننده | –     |
| ۱۳۷۸ | شب بی‌پایان                 | بازیگر | کارگردان | نویسنده | تهیه‌کننده | تدوین |
| ۱۳۷۴ | بازی با مرگ                | بازیگر | کارگردان | نویسنده | –         | تدوین |
| ۱۳۷۱ | چهارشنبه عزیز              | بازیگر | کارگردان | نویسنده | تهیه‌کننده | تدوین |
| ۱۳۷۱ | مزد ترس (مجموعه تلویزیونی) | –      | کارگردان | نویسنده | –         | تدوین |
| ۱۳۶۸ | گل سرخ                     | بازیگر | کارگردان | نویسنده | تهیه‌کننده | –     |
| ۱۳۶۸ | عقیق (مجموعه تلویزیونی)    | بازیگر | کارگردان | نویسنده | –         | –     |
| ۱۳۶۵ | سراب                       | –      | کارگردان | –       | –         | تدوین |
| ۱۳۶۵ | نهال‌های سوخته              | بازیگر | –        | –       | –         | –     |
| ۱۳۵۶ | نهال‌های سوخته              | –      | کارگردان | نویسنده | تهیه‌کننده | –     |
| ۱۳۶۵ | ملاقات                     | –      | –        | –       | –         | تدوین |